# Georgie Pie
Georgie Pie fue una cadena neozelandesa de restaurantes de comida rápida, especializado en pasteles de carne, que funcionó desde 1977 hasta 1998. 

## Historia
En 1977, la empresa de grandes almacenes Progressive Enterprises abrió el primer restaurante Georgie Pie en Auckland, Nueva Zelanda Su modelo de negocio era comida rápida especializada en pasteles de carne, por lo que funcionó como alternativa nacional a McDonald's (establecida allí desde 1976). Sus productos más populares fueron recetas tradicionales como el pastel de carne y riñones (steak and kidney) o el de carne y queso (mince n' cheese), aunque también vendían tartas dulces, patatas fritas, refrescos y helados.
A comienzos de los años 1990, Georgie Pie se consolidó con la apertura de nuevos restaurantes y una gama de productos económicos desde uno hasta cuatro dólares. También se mejoró la producción gracias a la apertura de una nueva fábrica en Manukau City, que distribuía los pasteles ya precocinados a cada local para después calentarlos en hornos especiales. La empresa fue la primera en el mercado neozelandés que introdujo un menú especial de desayuno, servicio al volante (drive thru) y apertura durante las 24 horas.
En 1994, Progressive Enterprises diseñó un plan de expansión para superar el centenar de restaurantes a finales de la década. Pero la estrategia perjudicó al negocio de la matriz, por lo que en 1996 vendió la franquicia y los derechos comerciales a McDonald's, su mayor competidor. En ese momento, Georgie Pie contaba con 32 restaurantes y daba empleo a más de 1300 personas. Los nuevos propietarios cerraron quince locales y reconvirtieron el resto en hamburgueserías. Esto supuso la desaparición de la franquicia en 1998.
McDonald's recuperó la marca en 2013 para vender pasteles de carne y queso, limitados al mercado neozelandés.